# Хампшър (окръг, Масачузетс)
Окръг Хампшър (на английски: Hampshire County) е окръг в щата Масачузетс, Съединени американски щати. Площта му е 1412 km², а населението – 161 816 души (2016). Няма административен център.